# Archineura incarnata
Archineura incarnata – gatunek ważki z rodziny świteziankowatych (Calopterygidae). Występuje w Chinach, głównie w południowo-wschodniej części kraju. Nie jest zagrożony wyginięciem.